# فرودگاه استونی پوینت (له کانف)
فرودگاه استونی پوینت (له کانف) (به انگلیسی: Stoney Point (Le Cunff) Airport) یک فرودگاه خصوصی است که یک باند فرود چمن دارد و طول باند آن ۶۸۶ متر است. این فرودگاه در کشور کانادا قرار دارد و در ارتفاع ۱۹۱ متری از سطح دریا واقع شده است.